# ステート・フェア・オブ・テキサス
ステート・フェア・オブ・テキサス（State Fair of Texas）は、アメリカ合衆国テキサス州ダラスにて歴史的フェア・パークで開催されるステート・フェア。1886年に開始して以降、第一次世界大戦および第二次世界大戦、2020年のコロナウイルス感染症の流行を例外として毎年通常9月最終金曜日から24日間開催されている。入場券のスキャンによると毎年200万人以上が訪れる。アメリカで最高のステート・フェアの1つに数えられ、様々な困難に関わらずダラスの特徴的なイベントとされている。

## アトラクション

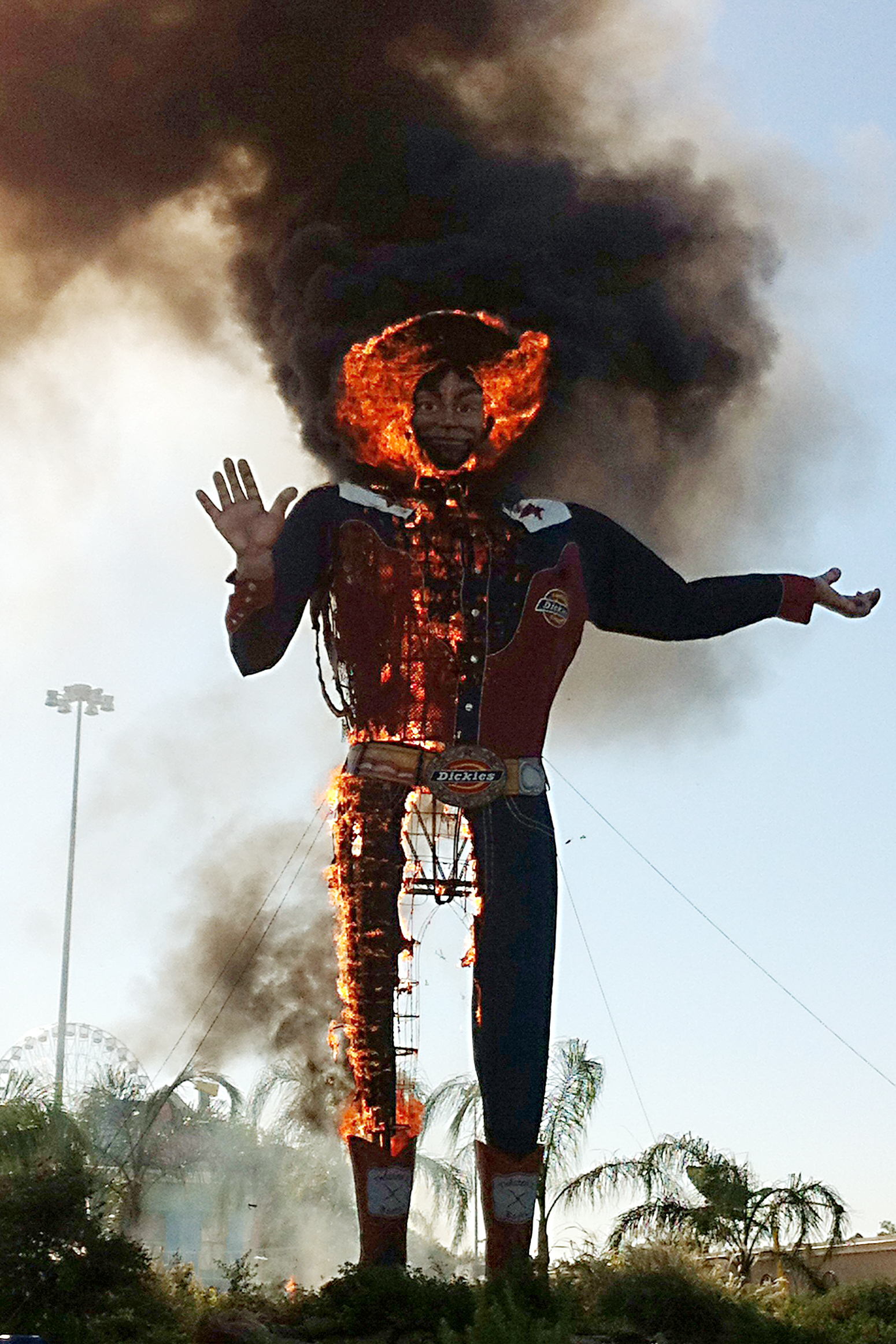
2012年10月19日、ビッグ・テックスは火に包まれた。

開催初日の9月最終金曜日にはダラスのダウンタウンでパレードが行なわれていたが、2019年はフェア・パークで行なわれた。夜にはスターライト・パレードと呼ばれるパレードや、フェア・パークの通路に沿ったイルミネーション・センセーションと呼ばれる照明なども開催している。しかし近隣住民からは開催中の荒廃が酷く、すでに低い地価をさらに低くさせるとして不評である。また近隣の店舗にとってもステート・フェア開催中は売上が落ちるとされる。
伝統的に目玉はフェア・パーク内のコットン・ボウルで毎年行なわれる、レッド川になぞらえた「レッド・リバー・ショウダウン」（OUテキサス・ゲーム、テキサスOUゲームとも）と呼ばれるオクラホマ大学とテキサス大学オースティン校のカレッジフットボールである。他にグランブリング州立大学とプレイリー・ビュウA&M大学のステート・フェア・クラシックの試合も期間中コットン・ボウルで行われる。2010年、ベイラー大学とテキサス工科大学の試合がフェア開催中に初めて行われた。2013年のフェアの最初の週末、陸軍士官学校とルイジアナ工科大学のハート・オブ・ダラス・クラシックの試合が行われたが、以降開催されることはなかった。2018年と2019年のフェアの第3週末、サザン大学とテキサス・サザン大学のテキサス・ステート・フェア・フットボールの試合が行われた。2020年、サザン大学とテキサス・サザン大学の試合はアーリントンに移行した。
1913年以降、アメリカにおいてフルのモーターショーが開催される唯一のフェアとなっている。しかしテキサス自動車歴史博物館はフェア開催中の閉館を要求されたとしてテナントを撤退した。
以前は複数の鳥が飛び交う「バード・オブ・ザ・ワールド」の展示も行なわれていたが、2014年に中止されて以降、2019年のみ開催された。500万ドルかけたゴンドラの「テキサス・スカイウェイ」がフェア開催中のみ運行する。また自転車のBMXのショー、犬や豚のレースなども行なわれる。子供向けにパペットショー、子供病院主催の家畜小屋、読み聞かせなども行なわれる。
近年では高脂肪だがユニークな飲食物に関わるイベントを特徴としており、何年にも亘りフレッチャー・ブランドのコーニー・ドッグで知られている。最近ではオレオ、トゥインキー、スモア、スペアリブ、チーズケーキ、バター、アボカド、ワニ、ピーナッツバターとジャムとバナナのサンドイッチなどの珍しい新たな揚げ物が出品されている。2006年にはフライドコーク、2008年にはチキン・フライド・ベーコン、フライド・バナナ・スプリットが出品された。2012年、ガールスカウトテキサス北東地区はガールスカウトアメリカ連盟100周年を記念してサモア・クッキーの揚げ物を出品した。2019年、バッファローウィングのチミチャンガが出品された。
フェアにはトーク番組の元司会者オプラ・ウィンフリーを含み、世界中から入場者が訪れる。

## 歴史
第1回目のステート・フェアはMechanical and Blood Stock Association of Texas (MBSAT)により設立され、1870年、ヒューストンのバッファロー・バイユー北岸で開催された。1871年、MBSATにより同じ場所で開催された。1872年から1878年、MBSAT主催でヒューストン南部のミッドタウンに移行した。MBSATが破産宣告して以降、ヒューストンでフェアを主催する組織は現われなかった。
その後、フェアは地元の実業家らによる民間組織として開催された。すぐに成功し、何千人もの人々を魅了した。しかし、1904年、様々な要因により経済危機となり、フェアを存続することができなくなった。そのため実業家らはダラス市にフェアを売却し、毎年秋に24日間開催することとなった。
1942年2月10日、フェア・パークのモーターショーの建物が1時間ほど燃え続け、数10万ドルの損害となった。消防隊員の1名が煙過多により入院し、6名が治療を受けた。ステート・フェア協会の事務員のロイ・ルパードは、損害は保険でカバーされると語った。
1952年より、身長55-フート (17 m)のカウボーイ像「ビッグ・テックス」がフェアのシンボルとなっている。1953年、ビッグ・テックスの顎が可動となり、フェアの告知などをするようになった。2012年10月19日、火事により初代ビッグ・テックスが損壊し、2013年のフェアでは新たなビッグ・テックスが登場した。ビッグ・テックスは世界最大カウボーイとされている。
1985年10月、テキサス州150周年の数か月前、当時北米最大の212-フート (65 m)の観覧車「テキサス・スター」が登場した。その後、記録はラスベガスおよびオーランドの観覧車に越された。
2009年、フェア・パークおよびステート・フェアのためにDARTのフェア・パーク駅とMLK Jr.駅が開業した。グリーンラインの通常運行に加え、レッドラインとブルーラインはフェア・パークでイベントが行なわれる際、特別臨時列車が走行する。
2017年、Foundation for Community Empowermentは、フェアがフェア・パークおよびその周辺の開発を遅らせてきたという見解への反論が大部分を占める報告を発表した。

### 論争
かつて人種差別的フェアとされていた。アフリカ系アメリカ人は"Negro Achievement Day"、口語的に"Nigger Day"のみに入場を許されていた。1953年、人種差別撤廃の圧力が増幅し、入場が認められるようになっていったが、レストランや催事場への入場は認められず、"Negro Achievement Day"にのみ認められた。アフリカ系アメリカ人からの圧力を受けたDallas Negro Chamber of Commerceはフェアの人種差別を非難し始めた。ダラスの白人有力者たちは、フェアは差別をしていないと主張し続けた。1950年代半ば、1936年のテキサス州100周年博覧会の資金集めを支援するDallas Citizens Councilの一員であったロバート・L・ソーントン市長は人種差別撤廃の向上に同意したが、複数のレストランや催事場が差別を続けていた。特に乗り物の"Laff in the Dark"と"Dodge 'em Scooter"では物理的に差別が続けられた。
1955年、ファニータ・クラフトは、黒人は"Negro Achievement Day"にのみにのみ入場できるフェアの規則に反対する抗議運動を組織した。
かつて「有色人種の日」、「クー・クラックス・クランの日」、1980年代にはアメリカ連合国を記念する日などがあった。1960年代、多くの白人入場者がフェアへの入場の際に黒人を見ると脅威に感じるという市場調査より、近隣の住宅を買い漁り駐車場にした。
1966年、フェア・パークの周囲を舗装し、照明を設置し、駐車場をフェンスで囲むなどの再開発の報告書が作成された。掘っ立て小屋に住む貧しい黒人が見えなければ罪悪感を感じなくて済む、とされた。
2014年10月、フェアは内部関係者2名に弁護士費用として500万ドル以上を支払ったことで批判された。
サマー・アドベンチャーズに3千万ドルをかけたが、1年のみで閉鎖された。
2015年8月、金融書類を請求した弁護士にスラップ訴訟を起こし、7万5千ドル以上の制裁を受けた。2016年8月2日、ダラス控訴裁判所はフェアに対する判決を全て破棄し、特にスラップ訴訟との認定を覆した。

### タイムライン

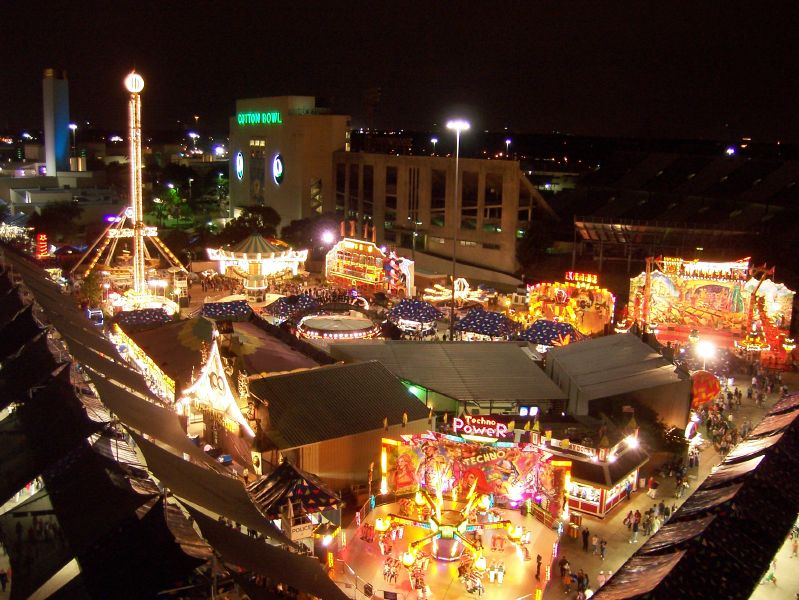
2006年のステート・フェア・オブ・テキサスの夜景

- 1886年10月26日、第1回ステート・フェア・オブ・テキサスが開幕し、初日来場者数は14,000名であった。
- 1886年11月7日、第1回ステート・フェア・オブ・テキサスが閉幕し、期間中10万人が訪れた。
- 1880年代、フェアで人種差別が行なわれていた。1889年、「有色人種の日」を設けてアフリカ系アメリカ人が入場できるようになった。1900年、教育者のノーマン・ワシントン・ハーリーが催事を組織し、イベントやブッカー・T・ワシントンを含むスピーカーを計画した。1910年、有色人種の日が撤廃され、1936年、テキサス州100周年と共に"Negro Achievement Day"が設置された。しかしアフリカ系アメリカ人はエンターテイメント、レストランでの食事、売店などは認められず、単に州や国にアピールするためのみに"Negro Achievement Day"が設置されたのであった。テキサス州100周年以降、Hall of Negro Lifeの建物のみが壊された[35]。
- 1913年、175台を展示したモーターショー・ビルが建てられた。
- 1918年、アメリカ陸軍がフェア・パークを支配下に置き、キャンプ・ディックと呼ばれる航空訓練所として使用されたためフェアは中止され、翌年再開された。
- 1921年、南西部対北東部初試合としてボストンカレッジがベイラー大学に勝利した。
- 1921年から1928年、1924年を除く毎年、テキサス大学対ヴァンダービルト大学の試合が行なわれていた。
- 1923年、「クー・クラックス・クランの日」が設置され、15万人以上が来場した。何千人ものクラン新会員がフェア・パークで宣誓した[36]。
- 1925年、第1回ステート・フェア・クラシックの試合が行なわれた。
- 1929年、オクラホマ大学対テキサス大学の第1回レッド・リバー・ショウダウンの試合が行なわれた。
- 1930年、のちのコットン・ボウルとなる新たなフェア・パーク・スタジアムの建設が開始した。
- 1932年、新たなフェア・パーク・スタジアムで初めてのレッド・リバー・ショウダウンの試合が行なわれた。
- 1937年、フェア・パークにて第1回コットン・ボウル・クラシックの試合が行なわれた。
- 1942年から1944年、第二次世界大戦によりフェアは中止となった。1945年9月に再開して以来75年間開催され続けた。
- 1952年、ビッグ・テックスが初登場した。
- 1955年、メンフィス高等学校マーチングバンドのメンバーで満席であった観覧車スカイ・ホイールの客席が92フット(28m)の高さから落下し、15歳の女子生徒が亡くなった[37]。同年の"Negro Achievement Day"において、テキサス州デントンの高校生であるドリス・メイ・デュークスが州内の高校生および大学生15名の中からニーマン・マーカス主催のミス・ブロンズ・テキサスに選ばれた[38]。
- 1956年から1964年、フェア・パーク内でモノレールのトレイルブレイザーが走行していた。アメリカ合衆国において最初に運行された商業的モノレール・システムであった[39]。
- 1956年、フェア開催中にコットン・ボウルにてエルヴィス・プレスリーが演奏した。 観覧車テキサス・スターの夜景

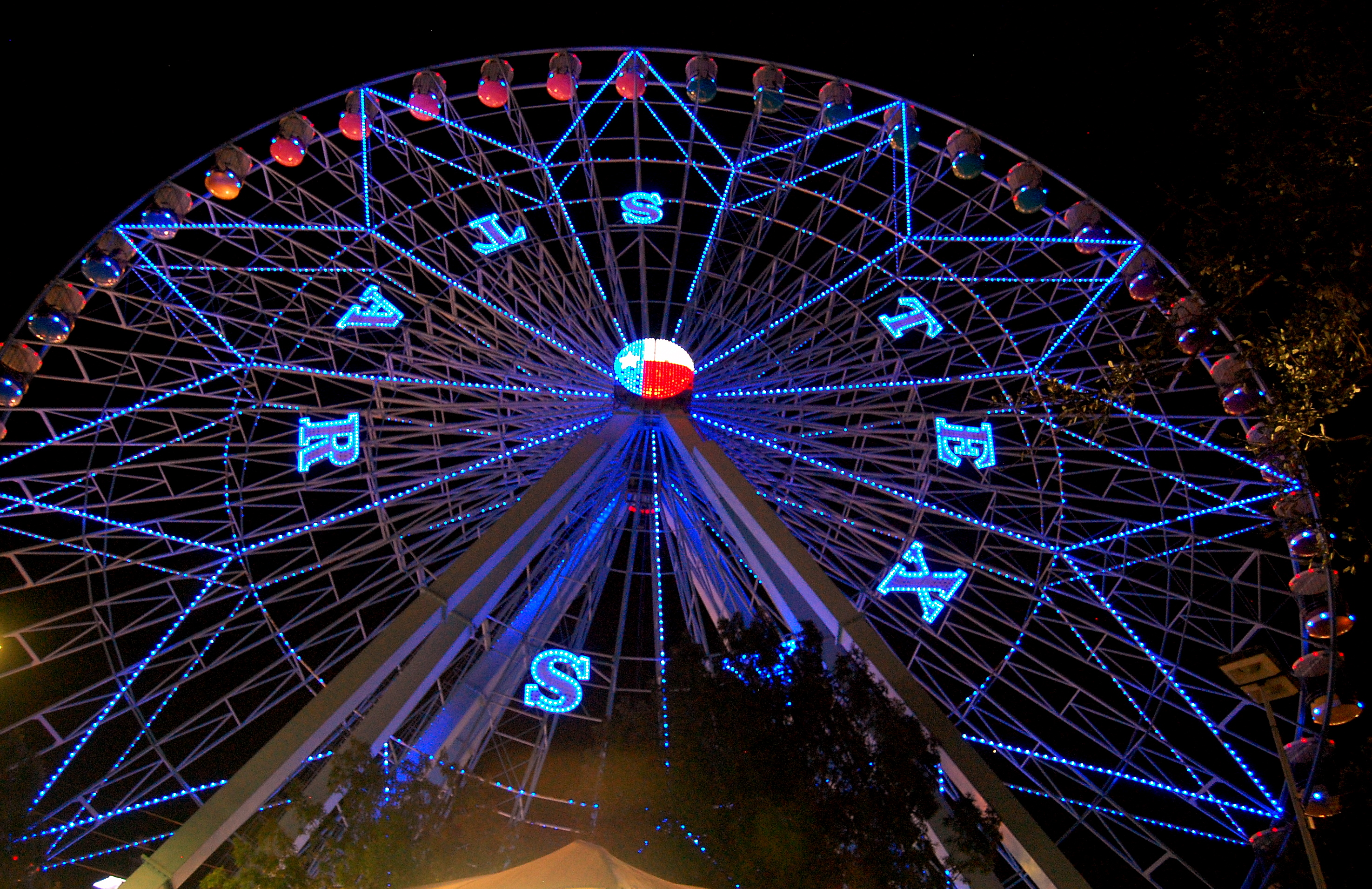
観覧車テキサス・スターの夜景

- 1960年、コットン・ボウルにて、発足したばかりのAFLのダラス・テキサンズとNFLのダラス・カウボーイズの試合が行なわれた。
- 1964年、モノレールのトレイルブレイザーの運行が終了し、当時最長の3,800フットを通る64機のスイス・スカイ・ライドが設置された。
- 1966年、フェア・パーク周辺を舗装し、照明を設置し、駐車場をフェンスで囲むなどの再開発の報告書が作成された。掘っ立て小屋に住む貧しい黒人が見えなければ罪悪感を感じなくて済む、とされた[40]。
- 1979年のフェア最終日、スカイ・ライドで事故が発生し、すぐに運行中止となった。
- 1983年、エンタープライズという乗り物からゴンドラが落ち、複数の見物客が怪我をし、18歳の少年が亡くなった。
- 1985年、北米最大の観覧車テキサス・スターが運行開始した。
- 1989年、1947年からフェア・パークの目玉であったコメット・ローラー・コースターが閉鎖された。
- 2001年9月11日のアメリカ同時多発テロ事件の後、ダラス市警とステート・フェア実行委員会は新たな安全基準を設けた。
- 2005年、フライド・ピーナッツバター・ジェリー&バナナ・サンドイッチが登場した。

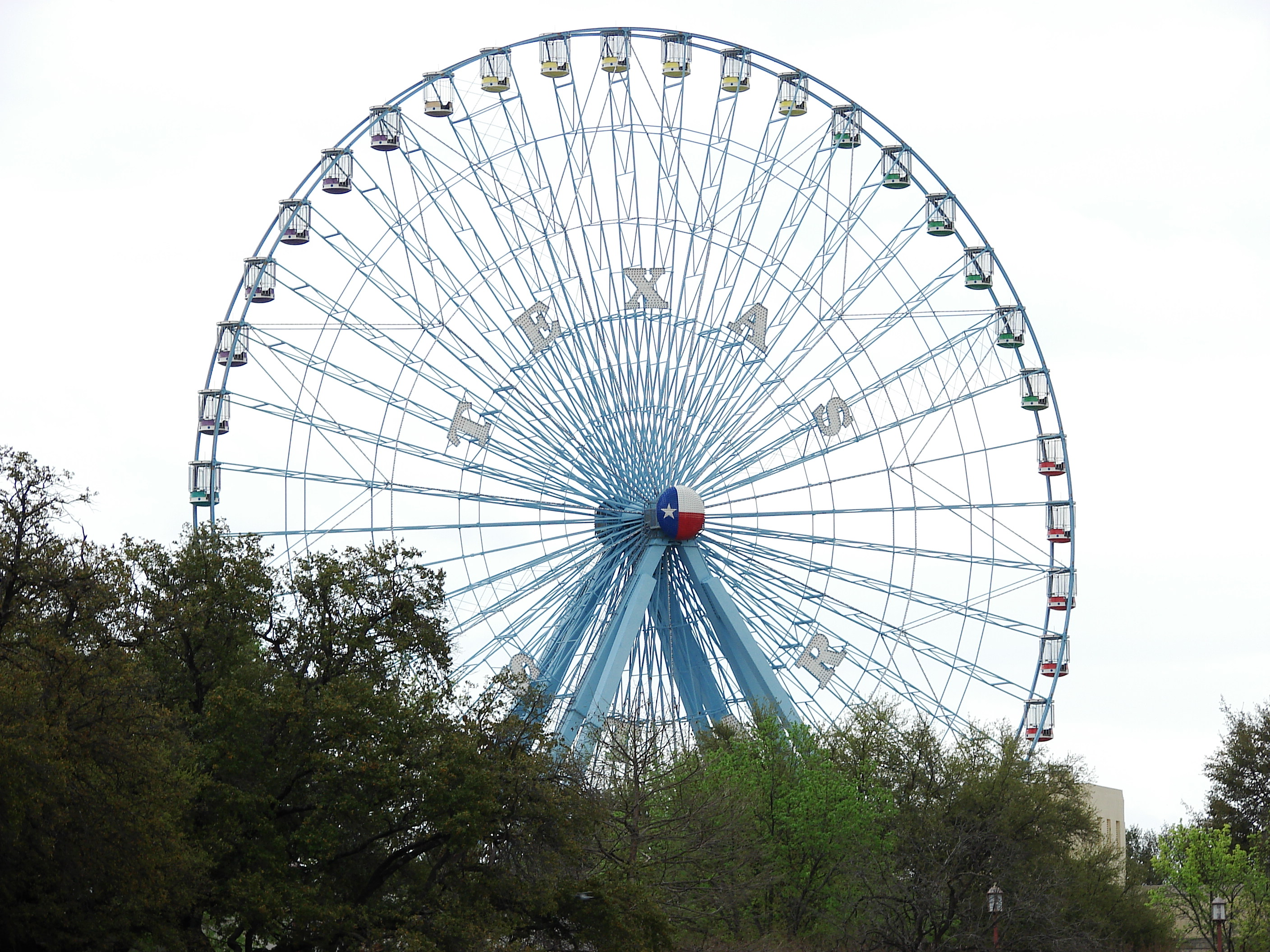
観覧車のテキサス・スター

- 2007年、テキサス・スカイウェイがオープンした。
- 2010年、催事場に8,000フットの温室が建てられ、1,000個のハンギング・バスケット、養蜂箱の他、カボチャ彫師のファーマー・マイクの実演なども行われた。
- 2010年、来場者の消費が3,700万ドルを越え、史上最高となった。
- 2011年11月14日、IRS990納税申告書を提出した[41]。
- 2012年10月19日、ビッグ・テックスが火事に遭い、骨組みと右手のみとなった。
- 2012年11月15日、IRS990納税申告書を提出した。[42]。
- 2013年:
  - 催事場「サマー・アドベンチャーズ」の改築の一環として新アトラクションとなる500フットの展望塔「トップオー・テキサス・タワー」が開業した[43]。費用は1,100万ドル以上であったが、年に24日間しか操業しない。
  - 2013年5月から8月、ビーチをテーマとした「サマー・アドベンチャーズ」が操業された[44]。
  - 「サマー・アドベンチャーズ」の建設費は3千万ドルかかったが、1年のみで閉鎖された[33]。
  - 『ダラス・オブザーバー』誌のジム・シュッツェは、3千万ドルの投機の突然の破綻は何らかの危険信号であり、全てを再検討する時期が来ていることを示している、と記した[45]。
  - 初日前日、新たなビッグ・テックスが公開された[46]。
- 2013年11月12日、IRS990納税申告書を提出した[47]。
- 2014年:
  - 2014年9月、マイク・ローリングス市長によりブルー・リボン特別委員会が任命され、フェア・パークの活性化の報告書を提出した。[48]。市長の特別委員会は非営利団体率いる官民共同体がフェアを含むフェア・パークの再活性化を管理する権限を持つことが想定されている[49]。設備計画や地域再活性化で国際的な経験のある建築家で都市計画を担当するアントニオ・ディ・マンブロは市長に特別委員会をフェア・パーク周辺の住民や出資者との意見交換の構成要素として使用することを薦めた[50]。市長は特別委員会のプレゼンテーションにより、議会やフェア・パークの取締役会からフェア・パークの再生への熱意を感じたと語った[51]。
  - 2014年10月、内部関係者2名に弁護士費用として500万ドル以上を支払ったことで批判された[32]。
  - 2014年11月7日、IRS990納税申告書を提出し、200万ドルの損失を計上した[52]。
- 2015年:
  - 2015年3月、フェアは操業面積を狭める意見を押しのけた。『ダラス・モーニング・ニュース』紙の記者ロバート・ウィロンスキーの記事で引用された、2012年に閉館したテキサス自動車歴史博物館のスティーブン・ペイジが語ったところによると、市がフェア開催中にフェア・パーク内の建物のテナントの多くに明け渡しを要求したことがフェア・パーク衰退の主な要因となったとされ、市長の特別委員会の主要メンバーもフェアを大幅に縮小すべきと語った[53]。
  - 2015年5月、公園緑地委員会は市長の特別委員会の計画の推奨および承認を満場一致で認められたが、特別委員会の推奨する当初の計画ではなく新たな地下駐車場の計画が認められた[54]。
  - 2015年8月、金融書類を請求した弁護士にスラップ訴訟を起こし、7万5千ドル以上の制裁を受けた[55]。2016年8月2日、ダラス控訴裁判所はフェアに対する判決を全て破棄し、特にスラップ訴訟との認定を覆した[34]。
- 2017年9月9日、チャーリー・ダニエルズは自身のヒット曲「The Devil Went Down to Georgia」を演奏した。
- 2019年9月5日、ダラスのテキサス第5地区控訴裁判所により2016年8月2日の判決の上訴に対してRiggs & Ray, P.C.への補償を命じられた[56]。
- 2020年7月7日、新型コロナウイルス感染症により、第二次世界大戦以来初めて、76年ぶりに中止となった[57]。
- 2021年9月、1年ぶりに開催された。

## 経済、財政、運営
フェアの経済、財政、運営は市民の関心事となっている。最も関心が高いとされているものを以下に示す:
- 年間来場者数
- 周辺地域の住民や企業への経済効果
- フェア・パークおよび周辺地域の改善のための資金提供
- スタッフの報酬水準
- 会計検査

### 集客
伝統的に毎年約300万から350万人が来場すると報じられている。2016年4月、ベイラー大学の経済学教授で同大学ビジネス経済研究センター所長のトム・ケリーが同大学経済学生のベネット・ヒコックと共に研究を発表し、異論を唱えた。この研究では、入場者数は150万から170万人あるいはフェアのスタッフの発表した数の半分と反論した。2017年のフェアの年次報告書によると1日につき約93,000名、計2,250,433名が来場した。2018年は計2,049,119名に減少し、純営業収益は$3,199,044であった。

### 周辺の企業への経済効果
2016年のベイラー大学の研究によると、フェアは周辺地域に5千万ドルの経済効果を生んでおり、フェアが発表する6億ドルの経済効果とは異なるものである。

### 超過所得の使徒
フェアはフェア・パークと賃貸契約を結んでおり、いかなる利益、超過所得もフェア・パークおよびフェアの発展、充実に使用される契約となっている。2016年5月、フェアは過去10年の投資計画の一覧を発表し、いかに超過所得を使用したか詳述した。報道によると、超過所得の90%はフェア単体のプロジェクトのために使用された。フェア・パークの調査報告書によると、使用可能な277エーカーのうち200エーカーがアスファルトまたはコンクリートで舗装され、10エーカーが緑地帯である。

### スタッフ報酬
2014年、フェアの元会長のエロール・マッコイは報酬として142万5千ドルを受け取っていた。高額な役員報酬は常にフェアの主要な不満の種となっている。
| Name                         | Title                     | 2017 Salary |
| ---------------------------- | ------------------------- | ----------- |
| ミッチェル・グライバー       | President                 | $641,628    |
| ジャミア・ナヴァロ           | CFO                       | $326,970    |
| ロバート・ヒルバン           | GM/SVP                    | $370,522    |
| ダリル・リール               | SVP Livestock             | $226,464    |
| ケイリ―・ライジンガー        | SVP Concessions           | $250,075    |
| ジェニファー・シュダー       | SVP, Marketing            | $232,646    |
| ラッセル・フィッツジェラルド | SVP - Operations          | $231,842    |
| カリッサ・コンドアニス       | SVP, Public Relations     | $166,738    |
| ジェイソン・K・ヘイズ        | Director, Creative Media  | $149,973    |
| ロバート・フォースウォール   | Director, Purchasing      | $122,468    |
| マーガレット・ハンナ         | Director, Human Resources | $127,389    |
| ケリー・パウンド             | Director, Exhibitor       | $125,122    |
| スーザン・ブロジン           | Director, Development     | $116,900    |
| エロール・マッコイ           | Former President          | $42,599     |

### 会計監査
2016年5月13日、市の監査役クレイグ・キントンはフェアを含むフェア・パーク・ビジネス・パートナーズに関する監査を発表し、ダラス市とフェアの契約によりフェアが適切にフェア・パークに投資していることを保証する方法はないと結論付けた。